# Санталов, Дмитрий Иванович
Дмитрий Иванович Санталов (род. 7 апреля 1996 года, Благовещенск, Россия) — российский гандболист, левый полусредний клуба «ЦСКА» и сборной России. Мастер спорта России.

## Карьера

#### Клубная
Дмитрий Санталов начинал играть в городе Благовещенск. Учился в Училище олимпийского резерва по гандболу в Чехове. Начал выступать в клубе «Чеховские медведи» в сезоне 2014/15. В составе чеховского клуба шесть раз подряд выиграл чемпионат России.

#### Сборная
Санталов выступал в молодёжной сборной России. В составе молодёжной сборной России выступал на чемпионате Европы 2016 года.
Дмитрий Санталов получил приглашение в сборную России.

## Личная жизнь
Дмитрий Санталов получает высшее образование в МГГУ имени Шолохова.
В апреле 2023 года женился на гандболистке Антонине Скоробогатченко. В мае 2023 года стало известно, что пара ждёт ребёнка.

## Награды
- Чемпион России: 2015, 2016, 2017, 2018, 2019
- Обладатель Кубка России: 2015, 2016, 2018, 2019, 2020
- Обладатель Суперкубка России: 2015, 2016, 2017, 2018, 2019
- Чемпион Белоруссии: 2020, 2021, 2022

## Статистика
| Сезон        | Клуб              | Лига      | Матчи | Голы | 7-метр | Голы | передачи | перехваты |
| ------------ | ----------------- | --------- | ----- | ---- | ------ | ---- | -------- | --------- |
| 2014/15      | Чеховские медведи | Суперлига | 11    | 5    | 0      | 5    | 2        | 2         |
| 2015/16      | Чеховские медведи | Суперлига | 22    | 43   | 0      | 43   | 20       | 6         |
| 2016/17      | Чеховские медведи | Суперлига | 27    | 129  | 0      | 129  | 74       | 10        |
| 2017/18      | Чеховские медведи | Суперлига | 28    | 153  | 0      | 153  | 88       | 20        |
| 2018/19      | Чеховские медведи | Суперлига | 24    | 123  | 0      | 123  | 32       | 12        |
| 2014-по н.в. | Итого             | Суперлига | 112   | 453  | 0      | 453  | 216      | 50        |